# Samuel Williams Inge
Samuel Williams Inge, född 22 februari 1817 i Warren County i North Carolina, död 10 juni 1868 i San Francisco i Kalifornien, var en amerikansk politiker (demokrat). Han var ledamot av USA:s representanthus 1847–1851. I Bladensburg i närheten av huvudstaden deltog Inge i en duell med Edward Stanly som också var kongressledamot, men ingendera skadades svårt.
År 1847 efterträdde Inge William Winter Payne som ledamot av USA:s representanthus och efterträddes 1851 av William Russell Smith.